# Az álompasi
Az álompasi (eredeti cím: The Perfect Guy) 2015-ben bemutatott amerikai romantikus filmthriller, melyet David M. Rosenthal rendezett és Tyger Williams írt. A főszereplők Sanaa Lathan, Michael Ealy, Holt McCallany és Morris Chestnut. A két szereplő, Ealy és Lathan executive producerek is a filmben.
2015. szeptember 11-én jelent meg Észak-Amerikában. Magyarországon szinkronizálva jelent meg.
A film világszerte több mint 60 millió dolláros bevételt termelt, amely a 12 milliós költségvetésével szemben jó eredmény.

## Cselekmény
A sikeres lobbista Leah Vaughn szakít barátjával, Dave Kinggel, mert az nem hajlandó teljesíteni a lány családalapítási vágyát. Két hónappal később megismerkedik a jóképű Carter Duncannel, aki egy másik cég informatikai részlegénél dolgozik. Hamar közelebb kerülnek egymáshoz, a férfi pedig belopja magát a lány barátai és családja szívébe. Egy San Francisco-i kirándulásról hazafelé tartva, amelyen találkoztak a lány szüleivel, egy idegen a benzinkútnál Carter Dodge Chargerjéről kérdez Leah-tól. Carter kegyetlenül megtámadja a férfit, Carter és Leah pedig elhajt, amikor a benzinkút tulajdonosa távozásra utasítja őket. A férfi tettei miatt a feldúlt Leah még aznap este úgy dönt, hogy szakít vele.
A következő hetekben Carter a munkájába járva követi Leah-t, és számos telefonhívást kezdeményez, még azután is, hogy Leah megváltoztatta a telefonszámát. Leah tudta nélkül Carter bejut a házába is a pótkulccsal. Átkutatja a holmiját, feltöri a számítógépét, és elrabolja a macskáját. Lea végül úgy dönt, hogy a rendőrséghez fordul, és találkozik Hansen nyomozóval, aki azt tanácsolja neki, hogy tartson feljegyzéseket minden további kapcsolatfelvételi kísérletről, amit Carter tesz. Leah később fenyegető üzenetet és egy szál vörös rózsát talál az autójára csatolva. Távoltartási végzést ad be Carter ellen, ami miatt a férfi elveszíti az állását.
Később Dave felveszi a kapcsolatot Leah-val, hogy újrakezdjék kapcsolatukat, és Leah lelkesen beleegyezik. Egyik este Leah és Dave rájönnek, hogy Carter egy étteremben figyeli őket, és Dave komoran figyelmezteti, hogy maradjon távol. Értesítik a rendőrséget, és miután Hansen kihallgatja Cartert a szabálysértés miatt, Carter ártatlannak tetteti magát, azt állítva, hogy fogalma sem volt a lány ottlétéről, és hogy Dave agresszív lesz vele szemben. Hansen elengedi őt.
Egy éjszakán Leah szomszédja, Mrs. McCarthy felfedezi Cartert Leah házában, akit aztán lelök a lépcsőn, és megöl. Carter titokban videóra veszi Leah-t és Dave-et, amint alszanak és szeretkeznek, majd Leah munkahelyi e-mail fiókját használja, hogy elküldje a videót a munkatársainak és a vállalkozása ügyfeleinek, ami miatt Leah-t felfüggesztik a munkahelyéről. Carter szabotálja Dave autóját is, aminek következtében balesetet szenved, és megfojtja a megsérült Dave-et.
Leah és Hansen is biztosak abban, hogy Carternek köze van Dave halálához, bár nincs meg a szükséges bizonyíték, hogy gyanúba keverjék. További nyomozás után Hansen megtudja, Carter valódi neve Robert Adams, aki egy hasonló zaklatássorozat után változtatta meg a személyazonosságát. Mivel a helyzet egyre fokozódik, az aggódó Hansen elmeséli Leah-nak egy barátja történetét, aki vásárolt egy 12-es kaliberű Remington sörétes puskát, amelyet két vaktölténnyel és öt éles golyóval töltött meg. Hansen elmagyarázza, hogy a vaklövedékek, ha először figyelmeztető lövésekként elsütik őket, igazolást adnának egy betolakodó esetén, és arra céloz, hogy Leah-nak is ilyen lépéseket kellene tennie, ami végül arra vezet, hogy Leah vásárol egy sörétes puskát.
Leah felfedezi az új személyazonossággal rendelkező Robertet egy másik nővel. A nőt elzavarja, és újabb távoltartási végzést nyújt be ellene az új munkaadói előtt, aminek következtében ismét kirúgják. Ezután sikerül megtalálnia a férfi rejtekhelyét, ahonnan figyeli őt, valamint megtalálja a macskáját is. A nő megsemmisíti néhány számítógépét, majd távozik, megkockáztatva, hogy a férfi újra a nyomába fog eredjen.
Aznap este Robert betör Leah otthonába, és miután egy üres szobába csalogatja, a nő rászegezi fegyverét. Ahogy sikerül kiütnie a fegyvert a nő kezéből, küzdelem alakul ki. Leah-nak sikerül visszaszereznie a puskát, és Hansen története szerint kétszer lövi le Robertet vaklövedékekkel, hogy figyelmeztetésként jogosnak tegye a megölését, miközben azt állítja, hogy csak a vaklövedékek vannak a puskában. Amikor Robert továbbra is meg akarja támadni, mert azt hiszi, hogy Leah nem képes megölni, Leah a puskából kilövi az éles töltényeket is; a halálosan megsebesült és elkábult Robertnek csak annyi ideje van, hogy hallja, amint Leah bevallja a hazugságot, hogy éles tölténnyel lőtte le, végül meghal. Az immár megkönnyebbült Leah jelenti Robertet Hansennek, mint betolakodót, és a rendőrség elszállítja holttestét a házából.

## Szereplők
| Szereplő                     | Színész             | Magyar hang        |
| ---------------------------- | ------------------- | ------------------ |
| Leah Vaughn                  | Sanaa Lathan        | Peller Anna        |
| Carter Duncan / Robert Adams | Michael Ealy        | Varga Gábor        |
| David "Dave" King            | Morris Chestnut     | Kálid Artúr        |
| Mrs. McCarthy                | Tess Harper         | Molnár Zsuzsa      |
| Roger Vaughn, Leah apja      | Charles S. Dutton   | Forgács Gábor      |
| Evelyn Vaughn, Leah anyja    | L. Scott Caldwell   | Halász Aranka      |
| Karen                        | Kathryn Morris      | Mics Ildikó        |
| Alicia                       | Rutina Wesley       | Bogdányi Titanilla |
| Hansen nyomozó               | Holt McCallany      | Kőszegi Ákos       |
| Roy                          | Ronnie Gene Blevins | Karácsonyi Zoltán  |
| Cindy                        | Shannon Lucio       | Farkas Zita        |
| Cooper                       | Michael Panes       | Vári Attila        |
| Tom Renkin                   | John Getz           | Rosta Sándor       |

## Produkció
A film forgatása 2014. augusztus 6-án kezdődött Los Angelesben. A film jeleneteit többnyire éjszaka készítették, Sony digitális kamerával és anamorfikus lencsékkel. A felvétel nagy része a rendelkezésre álló fény felhasználásával „titokzatos” megjelenést hozott létre, mert „David azt akarta, hogy a film sötét legyen” – mondta a film operatőre, Peter Simonite. Az álompasi 2014. szeptember közepére készült el.